# Torino Football Club 2005-2006
Questa voce raccoglie le informazioni riguardanti il Torino Football Club nelle competizioni ufficiali della stagione 2005-2006.

## Stagione
Il 10 agosto 2005 il Torino Calcio mancò definitivamente l'iscrizione al campionato di Serie A 2005-2006 (e conseguentemente anche alla Coppa Italia); la società fu poi dichiarata fallita il successivo 17 novembre. La Società Civile Campo Torino aderì al Lodo Petrucci per garantire la continuità sportiva della squadra granata. Il 16 agosto 2005 il Consiglio Federale diede il via libera all'operazione, quindi la società si iscrisse alla Serie B 2005-2006. Il 1º settembre 2005 il Torino Football Club di Urbano Cairo rilevò la Società Civile Campo Torino. Al termine della stagione, la squadra granata ha ottenuto la promozione in Serie A 2006-2007, vincendo i play-off.

## Divise e sponsor
Nel 2005-2006, il Torino ha avuto come sponsor tecnico Asics. Lo sponsor principale è stato Reale Mutua Assicurazioni, il secondo sponsor è stato Beretta. Sono stati esibiti come sponsor, a inizio stagione, anche Il Buon Riso, MG K.Vis, Professione Casa, Dipiù. Sponsor finanziatore durante il periodo della Società Civile Campo Torino è stata la SMAT.
| Casa | Trasferta |

## Società
- Presidente,
Amministratore delegato:
  - Urbano Cairo
- Vice presidente:
  - Giuseppe Cairo
- Segretaria di direzione:
  - Sonia Pierro

- Segretario generale,
Team manager:
  - Massimo Ienca
- Ufficio stampa:
  - Alberto Barile
- Responsabile biglietteria:
  - Dario Mazza
- Direttore sportivo:
  - Fabrizio Salvatori

- Allenatore:
  - Gianni De Biasi
- Allenatore in seconda:
  - Igor Charalambopoulos
- Preparatore dei portieri:
  - Vinicio Bisioli
- Preparatore atletico:
  - Paolo Artico

## Rosa
| N. |                                 | Ruolo | Calciatore             |
| -- | ------------------------------- | ----- | ---------------------- |
| 1  | Italia (bandiera)               | P     | Angelo Pagotto         |
| 3  | Italia (bandiera)               | D     | Jacopo Balestri        |
| 4  | Italia (bandiera)               | D     | Oscar Brevi (capitano) |
| 5  | Italia (bandiera)               | D     | Giovanni Orfei         |
| 6  | Italia (bandiera)               | D     | Luca Ungari            |
| 7  | Italia (bandiera)               | A     | Enrico Fantini         |
| 8  | Brasile (bandiera)              | D     | Ronaldo Vanin          |
| 8  | Italia (bandiera)               | C     | Fabio Gallo            |
| 9  | Italia (bandiera)               | A     | Roberto Muzzi          |
| 10 | Italia (bandiera)               | C     | Claudio Ferrarese      |
| 11 | Bosnia ed Erzegovina (bandiera) | C     | Vedin Musić            |
| 14 | Italia (bandiera)               | C     | Raffaele Longo         |
| 15 | Italia (bandiera)               | C     | Andrea Gentile         |
| 16 | Ghana (bandiera)                | C     | Mark Edusei            |
| 17 | Serbia e Montenegro (bandiera)  | C     | Nikola Lazetić         |

| N. |                    | Ruolo | Calciatore            |
| -- | ------------------ | ----- | --------------------- |
| 18 | Italia (bandiera)  | C     | Alessandro Campo      |
| 19 | Italia (bandiera)  | A     | Liborio Bongiovanni   |
| 19 | Italia (bandiera)  | A     | Elvis Abbruscato      |
| 20 | Italia (bandiera)  | C     | Alessandro Rosina     |
| 21 | Italia (bandiera)  | D     | Davide Nicola         |
| 22 | Italia (bandiera)  | A     | Roberto Stellone      |
| 23 | Italia (bandiera)  | C     | Andrea Ardito         |
| 26 | Italia (bandiera)  | D     | Luigi Martinelli      |
| 27 | Senegal (bandiera) | D     | Diaw Doudou           |
| 28 | Italia (bandiera)  | C     | Tommaso Vailatti      |
| 30 | Grecia (bandiera)  | A     | Zīsīs Vryzas          |
| 31 | Italia (bandiera)  | P     | Alberto Maria Fontana |
| 44 | Italia (bandiera)  | A     | Claudio De Sousa      |
| 45 | Italia (bandiera)  | P     | Giorgio Cantele       |
| 46 | Italia (bandiera)  | P     | Gianluca Miolli       |
| 70 | Italia (bandiera)  | P     | Massimo Taibi         |
| 79 | Italia (bandiera)  | D     | Matteo Melara         |

## Calciomercato

### Torino Calcio
| Acquisti | Acquisti                  | Acquisti     | Acquisti      |
| R.       | Nome                      | da           | Modalità      |
| -------- | ------------------------- | ------------ | ------------- |
| P        | Federico Marchetti        | Pro Vercelli | fine prestito |
| D        | Samuele Emiliano          | Biellese     | fine prestito |
| D        | Fabio Giordano            | Torres       | fine prestito |
| D        | Giovanni Marchese         | Treviso      | fine prestito |
| D        | Daniele Martinelli        | Ternana      | fine prestito |
| D        | Claudio Patti Pochintesta | Ivrea        | fine prestito |
| D        | Ronaldo Vanin             | Avellino     | fine prestito |
| C        | Edgar Álvarez             | Peñarol      | prestito      |
| C        | Alessandro Campo          | Gualdo       | fine prestito |
| C        | Christian Keller          | Viborg       | definitivo    |
| C        | Antōnīs Natsouras         | Ionikos      | definitivo    |
| C        | Simone Rizzato            | Chievo       | fine prestito |
| A        | Daniele Martinetti        | Novara       | fine prestito |
| A        | Akeem Omolade             | Biellese     | fine prestito |

| Cessioni | Cessioni           | Cessioni  | Cessioni      |
| R.       | Nome               | da        | Modalità      |
| -------- | ------------------ | --------- | ------------- |
| P        | Gianluca Berti     | Empoli    | definitivo    |
| P        | Stefano Sorrentino | AEK Atene | definitivo    |
| D        | Francesco Carbone  | Chievo    | fine prestito |
| D        | Simone Giacchetta  |           | svincolato    |
| D        | Luca Mezzano       |           | svincolato    |
| D        | Emanuele Pesaresi  | Chievo    | fine prestito |
| C        | Edgar Álvarez      | Peñarol   | fine prestito |
| C        | Paul Codrea        | Palermo   | fine prestito |
| C        | Diego De Ascentis  |           | svincolato    |
| C        | Humberto Foguinho  | Caxias    | fine prestito |
| C        | Carlos Marinelli   |           | svincolato    |
| A        | Salvatore Bruno    | Chievo    | fine prestito |
| A        | José Franco        |           | svincolato    |

### Società Civile Campo Torino
| Acquisti | Acquisti              | Acquisti | Acquisti     |
| R.       | Nome                  | da       | Modalità     |
| -------- | --------------------- | -------- | ------------ |
| P        | Alberto Maria Fontana | Torino   | definitivo   |
| P        | Martin Lejsal         | Reggina  | in prova     |
| P        | Angelo Pagotto        | Arezzo   | definitivo   |
| D        | Oscar Brevi           | Ascoli   | definitivo   |
| D        | Diaw Doudou           | Bari     | definitivo   |
| D        | Luigi Martinelli      | Ascoli   | definitivo   |
| D        | Luca Ungari           | Modena   | prestito     |
| D        | Ronaldo Vanin         | Torino   | definitivo   |
| C        | Andrea Ardito         | Siena    | definitivo   |
| C        | Alessandro Campo      | Torino   | definitivo   |
| C        | Andrea Gentile        | Messina  | prestito     |
| C        | Carlos Marinelli      | Torino   | in prova     |
| C        | Vedin Musić           | Modena   | definitivo   |
| C        | Carlo Nervo           | Bologna  | in prova     |
| C        | Tommaso Vailatti      | Torino   | definitivo   |
| A        | Liborio Bongiovanni   | Torino   | definitivo   |
| A        | Claudio De Sousa      | Messina  | comproprietà |

### Torino Football Club

#### Sessione estiva
| Acquisti | Acquisti          | Acquisti    | Acquisti     |
| R.       | Nome              | da          | Modalità     |
| -------- | ----------------- | ----------- | ------------ |
| P        | Massimo Taibi     | Atalanta    | prestito     |
| D        | Jacopo Balestri   | Reggina     | definitivo   |
| D        | Davide Nicola     | Ternana     | prestito     |
| D        | Giovanni Orfei    | Salernitana | definitivo   |
| C        | Mark Edusei       | Sampdoria   | prestito     |
| C        | Raffaele Longo    | Roma        | prestito     |
| C        | Alessandro Rosina | Parma       | comproprietà |
| A        | Enrico Fantini    | Fiorentina  | prestito     |
| A        | Roberto Muzzi     | Lazio       | definitivo   |
| A        | Roberto Stellone  | Genoa       | comproprietà |

| Cessioni | Cessioni         | Cessioni  | Cessioni   |
| R.       | Nome             | a         | Modalità   |
| -------- | ---------------- | --------- | ---------- |
| P        | Martin Lejsal    | Reggina   | definitivo |
| C        | Carlos Marinelli | Braga     | definitivo |
| C        | Carlo Nervo      | Catanzaro | definitivo |

#### Sessione invernale
| Acquisti | Acquisti          | Acquisti   | Acquisti     |
| R.       | Nome              | da         | Modalità     |
| -------- | ----------------- | ---------- | ------------ |
| D        | Matteo Melara     | Livorno    | definitivo   |
| C        | Claudio Ferrarese | Chievo     | definitivo   |
| C        | Fabio Gallo       | Treviso    | definitivo   |
| C        | Nikola Lazetić    | Livorno    | comproprietà |
| A        | Elvis Abbruscato  | Arezzo     | prestito     |
| A        | Zīsīs Vryzas      | Fiorentina | definitivo   |

| Cessioni | Cessioni            | Cessioni   | Cessioni      |
| R.       | Nome                | a          | Modalità      |
| -------- | ------------------- | ---------- | ------------- |
| D        | Ronaldo Vanin       | Catanzaro  | prestito      |
| C        | Alessandro Campo    | Cittadella | comproprietà  |
| C        | Andrea Gentile      | Messina    | fine prestito |
| A        | Liborio Bongiovanni | Pro Sesto  | comproprietà  |
| A        | Claudio De Sousa    | Catanzaro  | prestito      |

## Risultati

### Serie B

#### Girone di andata
| Arbitro: | P.S. Mazzoleni (Bergamo) |

|  |           |                            |
|  | Marcatori | 71’ Stellone 90+1’ Fantini |

| Torino 18 ottobre 2005, ore 18:30 UTC+2 2ª giornata | Torino            | 0 – 0 referto | Bari | Stadio delle Alpi (22.305 spett.)\| Arbitro: \| Stefanini (Prato) \| |
| Arbitro:                                            | Stefanini (Prato) |               |      |                                                                      |

| Arbitro: | Giannoccaro (Lecce) |

|                         |           |                  |
| Abbruscato 45+2’ (rig.) | Marcatori | 17’, 36’ Fantini |

| Arbitro: | Pantana (Macerata) |

|             |           |  |
| Fantini 16’ | Marcatori |  |

| Arbitro: | Farina (Novi Ligure) |

|                              |           |             |
| Ventola 19’ (rig.) Loria 55’ | Marcatori | 61’ Fantini |

| Torino 20 settembre 2005, ore 20:30 UTC+2 6ª giornata | Torino          | 0 – 0 referto | Crotone | Stadio delle Alpi (20.260 spett.)\| Arbitro: \| Brighi (Cesena) \| |
| Arbitro:                                              | Brighi (Cesena) |               |         |                                                                    |

| Arbitro: | Racalbuto (Gallarate) |

|                          |           |  |
| Muzzi 42’ Stellone 90+1’ | Marcatori |  |

| Arbitro: | Rocchi (Firenze) |

|  |           |             |
|  | Marcatori | 90+4’ Muzzi |

| Torino 9 ottobre 2005, ore 15:00 UTC+2 9ª giornata | Torino        | 0 – 0 referto | Bologna | Stadio delle Alpi (29.555 spett.)\| Arbitro: \| Pieri (Lucca) \| |
| Arbitro:                                           | Pieri (Lucca) |               |         |                                                                  |

| Terni 15 ottobre 2005, ore 16:00 UTC+2 10ª giornata | Ternana            | 0 – 0 referto | Torino | Stadio Libero Liberati (4.718 spett.)\| Arbitro: \| Ayroldi (Molfetta) \| |
| Arbitro:                                            | Ayroldi (Molfetta) |               |        |                                                                           |

| Arbitro: | M. Mazzoleni (Bergamo) |

|                            |           |           |
| Rosina 4’ (rig.) Muzzi 12’ | Marcatori | 24’ Ganci |

| Arbitro: | Morganti (Ascoli Piceno) |

|            |           |  |
| Tarana 23’ | Marcatori |  |

| Arbitro: | Banti (Livorno) |

|             |           |  |
| Fantini 73’ | Marcatori |  |

| Arbitro: | De Santis (Tivoli) |

|                   |           |           |
| Mascara 6’ (rig.) | Marcatori | 24’ Muzzi |

| Arbitro: | Ayroldi (Molfetta) |

|                          |           |                   |
| Stellone 36’ Fantini 69’ | Marcatori | 82’ (rig.) Bucchi |

| Arbitro: | Trefoloni (Siena) |

|                            |           |            |
| Muzzi 76’ Biasi 80’ (aut.) | Marcatori | 23’ Munari |

| Arbitro: | De Santis (Tivoli) |

|                 |           |  |
| Danilevicius 2’ | Marcatori |  |

| Arbitro: | Paparesta (Bari) |

|                      |           |           |
| Muzzi 32’ Rosina 64’ | Marcatori | 76’ Tulli |

| Arbitro: | Pantana (Macerata) |

|                                   |           |           |
| D'Angelo 13’ (rig.) Ricchiuti 81’ | Marcatori | 55’ Longo |

| Arbitro: | Farina (Novi Ligure) |

|              |           |              |
| De Sousa 87’ | Marcatori | 45+1’ Strada |

| Arbitro: | P.S. Mazzoleni (Bergamo) |

|  |           |             |
|  | Marcatori | 72’ Fantini |

#### Girone di ritorno
| Arbitro: | Gabriele (Frosinone) |

|            |           |           |
| Melara 27’ | Marcatori | 17’ Jadid |

| Arbitro: | Rocchi (Firenze) |

|                   |           |                        |
| Pagano 86’, 90+1’ | Marcatori | 25’ Fantini 78’ Rosina |

| Arbitro: | Dondarini (Finale Emilia) |

|                   |           |                               |
| Rosina 77’ (rig.) | Marcatori | 31’ Antonini 79’ Floro Flores |

| Bergamo 21 gennaio 2006, ore 16:00 UTC+1 25ª giornata | AlbinoLeffe      | 0 – 0 referto | Torino | Stadio Atleti Azzurri d'Italia (1.959 spett.)\| Arbitro: \| Bertini (Arezzo) \| |
| Arbitro:                                              | Bertini (Arezzo) |               |        |                                                                                 |

| Arbitro: | Farina (Novi Ligure) |

|                        |           |                         |
| Rosina 20’ (rig.), 82’ | Marcatori | 67’, 73’ (rig.) Ventola |

| Arbitro: | Ayroldi (Molfetta) |

|           |           |            |
| Pellé 50’ | Marcatori | 49’ Rosina |

| Arbitro: | Banti (Livorno) |

|                                               |           |                      |
| B. Carbone 17’ (rig.) Sgrigna 32’ Cavalli 61’ | Marcatori | 30’ Longo 74’ Rosina |

| Arbitro: | Cassarà (Palermo) |

|                             |           |  |
| O. Brevi 76’ Abbruscato 86’ | Marcatori |  |

| Arbitro: | Saccani (Mantova) |

|               |           |              |
| Marazzina 48’ | Marcatori | 85’ Stellone |

| Arbitro: | Ciampi (Roma) |

|           |           |              |
| Rosina 9’ | Marcatori | 83’ S. Russo |

| Arbitro: | Messina (Bergamo) |

|                  |           |  |
| Cacia 41’ (rig.) | Marcatori |  |

| Arbitro: | Tombolini (Ancona) |

|                         |           |  |
| Muzzi 48’ Ferrarese 56’ | Marcatori |  |

| Arbitro: | Rodomonti (Roma) |

|                     |           |                              |
| Salvetti 58’ (rig.) | Marcatori | 62’ Nicola 69’ L. Martinelli |

| Arbitro: | Paparesta (Bari) |

|                                  |           |              |
| Abbruscato 34’ Rosina 90’ (rig.) | Marcatori | 25’ De Zerbi |

| Arbitro: | Messina (Bergamo) |

|                             |           |                |
| Graffiedi 15’ Asamoah 90+1’ | Marcatori | 85’ Abbruscato |

| Arbitro: | P.S. Mazzoleni (Bergamo) |

|  |           |              |
|  | Marcatori | 83’ Stellone |

| Arbitro: | Dondarini (Finale Emilia) |

|            |           |  |
| Melara 70’ | Marcatori |  |

| Arbitro: | Tagliavento (Terni) |

|  |           |                   |
|  | Marcatori | 55’, 69’ Stellone |

| Arbitro: | Morganti (Ascoli Piceno) |

|            |           |  |
| Rosina 29’ | Marcatori |  |

| Arbitro: | Ayroldi (Molfetta) |

|  |           |                |
|  | Marcatori | 45’ Abbruscato |

| Arbitro: | Girardi (San Donà di Piave) |

|                             |           |  |
| Vryzas 7’, 31’ Vailatti 86’ | Marcatori |  |

#### Play-off

##### Semifinali
| Arbitro: | Farina (Novi Ligure) |

|              |           |           |
| Salvetti 16’ | Marcatori | 45’ Longo |

| Arbitro: | Morganti (Ascoli Piceno) |

|              |           |  |
| Balestri 43’ | Marcatori |  |

##### Finale
| Arbitro: | Pieri (Lucca) |

|                                                     |           |                         |
| Cioffi 8’ Caridi 22’, 67’ (rig.) Noselli 48’ (rig.) | Marcatori | 6’ Longo 74’ Abbruscato |

| Arbitro: | Farina (Novi Ligure) |

|                                        |           |                   |
| Rosina 36’ (rig.) Muzzi 64’ Nicola 95’ | Marcatori | 101’ (rig.) Poggi |

## Statistiche

### Statistiche di squadra
| Competizione | Punti | In casa | In casa | In casa | In casa | In casa | In casa | In trasferta | In trasferta | In trasferta | In trasferta | In trasferta | In trasferta | Totale | Totale | Totale | Totale | Totale | Totale | DR  |
| Competizione | Punti | G       | V       | N       | P       | Gf      | Gs      | G            | V            | N            | P            | Gf           | Gs           | G      | V      | N      | P      | Gf     | Gs     | DR  |
| ------------ | ----- | ------- | ------- | ------- | ------- | ------- | ------- | ------------ | ------------ | ------------ | ------------ | ------------ | ------------ | ------ | ------ | ------ | ------ | ------ | ------ | --- |
| Serie B      | 76    | 21      | 13      | 7       | 1       | 29      | 12      | 21           | 8            | 6            | 7            | 22           | 19           | 42     | 21     | 13     | 8      | 51     | 31     | +20 |
| Play-off     | -     | 2       | 2       | 0       | 0       | 4       | 1       | 2            | 0            | 1            | 1            | 3            | 5            | 4      | 2      | 1      | 1      | 7      | 6      | +1  |
| Totale       | -     | 23      | 15      | 7       | 1       | 33      | 13      | 23           | 8            | 7            | 8            | 25           | 24           | 46     | 23     | 14     | 9      | 58     | 37     | +21 |

### Statistiche dei giocatori
| Giocatore      | Serie B  | Serie B  | Serie B     | Serie B    |
| Giocatore      | Presenze | Reti     | Ammonizioni | Espulsioni |
| -------------- | -------- | -------- | ----------- | ---------- |
| E. Abbruscato  | 16+2     | 4+1      | 3+1         | 0          |
| A. Ardito      | 34+1     | 0        | 9           | 0          |
| J. Balestri    | 39+4     | 0+1      | 7+1         | 1          |
| L. Bongiovanni | 1        | 0        | 0           | 0          |
| O. Brevi       | 33+4     | 1        | 11+2        | 0          |
| A. Campo       | 3        | 0        | 1           | 0          |
| C. De Sousa    | 11       | 1        | 0           | 0          |
| D. Doudou      | 21+1     | 0        | 8           | 0          |
| M. Edusei      | 30+2     | 0        | 2           | 0          |
| E. Fantini     | 38+3     | 9        | 5           | 0+1        |
| C. Ferrarese   | 15       | 1        | 3+1         | 0          |
| F. Gallo       | 17+4     | 0        | 0           | 0          |
| A. Gentile     | 7        | 0        | 0           | 0          |
| N. Lazetic     | 14+4     | 0        | 4           | 2          |
| R. Longo       | 22+4     | 2+2      | 5+2         | 0          |
| L. Martinelli  | 22       | 1        | 12          | 2          |
| M. Melara      | 17+4     | 2        | 3           | 0          |
| V. Music       | 22+3     | 0        | 0           | 0          |
| R. Muzzi       | 29+4     | 7+1      | 6+2         | 1          |
| D. Nicola      | 35+4     | 1+1      | 6+2         | 0          |
| G. Orfei       | 24       | 0        | 3           | 0          |
| A. Rosina      | 38+4     | 11+1     | 4+1         | 0          |
| R. Stellone    | 29+2     | 7        | 5           | 1          |
| M. Taibi       | 42+4     | -31 + -6 | 1+1         | 0          |
| L. Ungari      | 6        | 0        | 2           | 0          |
| T. Vailatti    | 13       | 1        | 1           | 0          |
| Z. Vryzas      | 9+2      | 2        | 0+1         | 0          |

## Giovanili

### Organigramma societario
Area direttiva
- Consigliere: Gigi Gabetto
- Coordinatore Settore Giovanile: Antonio Comi
- Coordinatore Scuola Calcio: Silvano Benedetti
- Segreteria Settore Giovanile: Mario Silvetti

Area tecnica - Primavera
- Allenatore: Antonio Pigino
- Allenatore dei portieri: Mauro Deorsola
- Preparatore atletico: Dario Biasiolo
- Dirigenti: Pino Olmo, Andrea Ricca Barberis

Area tecnica - Allievi nazionali
- Allenatore: Salvatore Barbieri
- Allenatore dei portieri: Giovanni Tunno
- Preparatore atletico: Agostino Tibaudi
- Massaggiatore: Dante Donato
- Dirigenti: Bruno Crovella, Luciano Franciscono

Area tecnica - Allievi sperimentali
- Allenatore: Antonino Asta
- Allenatore dei portieri: Marco Mirolli
- Preparatore atletico: Ivano Serena Guinzio
- Dirigenti: Mario Cossa, Giulio Ferrero

Area tecnica - Giovanissimi nazionali
- Allenatore: Lorenzo Mazzeo
- Allenatore dei portieri: Marco Mirolli
- Preparatore atletico: Ivano Serena Guinzio
- Dirigenti: Ennio Nisoli, Luigi Sacco

### Piazzamenti
- Primavera:
  - Campionato: Quarti di finale
  - Coppa Italia:
  - Torneo di Viareggio: Quarti di finale
- Allievi nazionali:
  - Campionato:
  - Torneo Città di Arco: 2º posto nel girone A di qualificazione.
- Allievi sperimentali:
  - Campionato:
- Giovanissimi nazionali:
  - Campionato: